# Barend van der Meer
Pour les articles homonymes, voir Barend.
Barend van der Meer (né à Haarlem vers 1659 et mort à Amsterdam après 1702) est un peintre néerlandais.

## Biographie
Barend van der Meer étudie la peinture auprès de son père Jan van der Meer et s'installe vers 1683 à Amsterdam où il travaille probablement auprès de Juriaen van Streeck (1632-1687).